# Capriva del Friuli
Capriva del Friuli (Caprive en el idioma friulano) es una comuna italiana de 1.714 habitantes de la provincia de Gorizia en Friuli-Venecia Julia.
Hasta 1954 la denominación oficial de la comuna era Capriva de Cormons. El origen del nombre podría derivar del idioma esloveno kopriva (ortica) o del latín caput ripae. 

## Geografía
El poblado se encuentra en una zona montañosa, en la región de Collio, conocido por su producción vitivinícola.

## Historia
El territorio ya era habitado en la época romana y pasó luego a manos de los lombardos hasta el año 1000 cuando comenzó a reinar el Patriarcado de Aquileia, el cual lo mantuvo hasta el año 1428, cuando cayó bajo el dominio de la República de Venezia.
En el siglo XVI Capriva pasó a formar parte del territorio de Austria, donde permaneció hasta finales de la Primera Guerra Mundial cuando finalmente paso a Italia.

## Monumentos y lugares de interés
Entre los principales monumentos es posible recordar la iglesia del Santísimo Nombre de María (siglo XIX), que conserva altares barrocos y una fuente bautismal del siglo XVI. Poco distante surge la pequeña iglesia de la Santísima Trinidad, que custodia un valioso altar del siglo XVIII.
A las afueras del poblado surge el castillo de Spessa, que en 1773 hospedó a Giacomo Casanova.

### Evolución demográfica

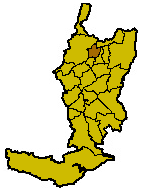
El territorio de Capriva del Friuli en la provincia de Gorizia.

| Gráfica de evolución demográfica de Capriva del Friuli entre 1861 y 2001 |
|                                                                          |
| Fuente ISTAT - Gráfica elaborada por Wikipedia                           |

## Personalidades
- Luigi Faidutti, presbítero y político, fundador de la Cassa rural de Capriva del Friuli.